# Scruffy Wallace
Pour les articles homonymes, voir Wallace.
Josh "Scruffy" Wallace est l'ancien joueur de cornemuse du groupe Dropkick Murphys. Il était celui qui est toujours en kilt sur scène. Une de ces particularités est qu'il porte des tatouages sur les bras en forme de vitraux d'église.

## Biographie
Né dans le comté d'Aberdeenshire en Écosse, Wallace arrive à Calgary, en Alberta à l'âge de 11 ans. C'est grâce à sa grand-mère qu'il apprit la cornemuse, convaincant Wallace de choisir cet instrument peu commun à la guitare. Il commença à étudier cet instrument à l'âge de 15 ans et rejoignit même la renommée Military School of Piping d'Ottawa. Avant de rejoindre le groupe il rejoint l'armée de l'air canadienne, il combat durant la guerre des Balkans en Bosnie-Herzégovine au début des années 1990 De plus il exerça le métier de métallurgiste avant l'enregistrement de l'album The Meanest of Times. Il rejoint alors l'union des métallurgistes américains. Wallace dispose d'une triple nationalité, Écossaise, canadienne et américaine. 
Wallace est apparu sur l'album Irish Punk Collection du groupe The Mahones en jouant de la cornemuse et de la flûte sur la chanson Amsterdam Song.
En octobre 2011, Scruffy Wallace fait la couverture du magazine R.G. Hardie Bagpipes (magazine spécialisé dans la cornemuse) et est couronnée artiste du mois.
Début 2013, Wallace crée l'organisation à but non-lucrative We Salute You Veterans, pour venir en aide aux militaires et vétérans dans le besoin.

## Discographie
| Année | Artiste/Groupe   | Album                      | Contribution            |
| ----- | ---------------- | -------------------------- | ----------------------- |
| 2005  | Dropkick Murphys | The Warrior's Code         | Cornemuse / Tin Whistle |
| 2007  | Dropkick Murphys | The Meanest Of Times       | Cornemuse / Tin Whistle |
| 2011  | Dropkick Murphys | Going Out in Style         | Cornemuse / Tin Whistle |
| 2013  | Dropkick Murphys | Signed and Sealed in Blood | Cornemuse / Tin Whistle |